# Nyitrai egyházmegye
A nyitrai egyházmegye (szlovákul: Nitrianska diecéza, latinul: Dioecesis Nitriensis) a latin rítusú katolikus egyházhoz tartozó egyházmegye Szlovákiában. A Pozsonyi főegyházmegye szuffragáneus egyházmegyéje.

## Története
A hagyomány szerint az egyik legrégibb egyházmegye a régi Magyarország területén, így a mai Szlovákia legrégibb egyházmegyéje is. Már feltehetőleg 880-ban alakult meg a Nagymorva Birodalom idejében. Ekkor VIII. János pápa Industriae tuae bullájával létrehozza a morva-pannon főegyházmegyét, melynek élére Szent Metódot nevezi ki. A főegyházmegye székhelye nem ismert.
Történeti forrásokkal igazoltan Könyves Kálmán alapította meg 1105–1107 körül úgy, hogy az esztergomi érsekségből kivonta egész Trencsén vármegyét, valamint Turóc és Nyitra vármegye egy-egy részét. Mivel azonban az alapító dokumentum nem maradt fenn, II. János Pál pápa 1995-ben hivatalosan is létrehozta. Jelenleg a pozsonyi főegyházmegye érseki tartományába tartozik. 2008-ig 5321 km² területen 156 plébániája volt.
Mátyás király egy időben meg akarta szüntetni a püspökséget. A mohácsi csata után az egyházi javadalmakat hadi célokra foglalták le. 1530-ban I. Ferdinánd hadvezére, Wilhelm von Roggendorf Török Bálintnak adta, ő pedig 1535-ben Thurzó Eleknek adta tovább. 1557-ben a király kiváltotta a nyitrai püspökséget Thurzó Ferenc kezéből.

Szlovákia egyházmegyéi 2008-tól

A püspök a nyitrai várban székel. Székesegyháza a nyitrai Szent Emmerám-székesegyház. Az egyházmegye védőszentjei Szent Zoerard-András és tanítványa, Zoborhegyi Szent Benedek, akik maradványai a Szent Emmerám-bazilikában vannak.

## Szervezete

### Az egyházmegyében szolgálatot teljesítő püspökök
Első püspöke Gerváz (latinosan: Gervasius) lett, utóda pedig az az I. Miklós, aki abban az időben a zágrábi egyház ügyében bíráskodó törvényszék egyik tagja volt.

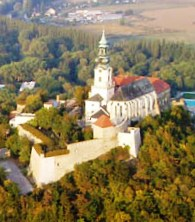
A nyitrai püspöki Szent Emmerám székesegyház

### Területi beosztása

#### 1776-ig
A 14. századi tizedjegyzékek és oklevelek szerint három főesperessége volt:
- a székesegyházi 33 plébániával (Nyitra ÉK-i részén 21, Turócban 12),
- a gradnai 18 plébániával (Trencsénben 15, Nyitrában 3) és
- a trencséni 33 plébániával (Trencsénben).

Nyitra vármegye nagyobb része az esztergomi érsekséghez tartozott, a nyitrai és a sasvári főesperességben összesen 79 plébániával.

#### 1776-tól
1776-ban a Turóc vármegyei plébániák és az esztergomi érsekséghez tartozó nyitraiak egy része a besztercebányai püspökséghez került, viszont a nyitrai egyházmegyéhez csatoltak 15 plébániát az esztergomi egyházmegyéből. 
II. József rendeletére 33 új plébániát alapítottak. A 18. század végén 95 plébános és 30 káplán látta el a híveket.

#### Espereskerületek 2008-ig

A nyitrai egyházmegye espereskerületei 2008-ig

- Nyitra
- Szkacsány
- Bán
- Divékrudnó
- Trencsén
- Nemsó
- Illava
- Puhó
- Vágbeszterce
- Nagybiccse
- Rajec
- Zsolna
- Várna
- Kiszucaújhely
- Csaca

#### Espereskerületek 2008-tól
- Aranyosmarót
- Bán
- Divékrudnó (plébániák: Csavajó, Nyitradivék, Felsővesztény, Kisegyházas, Divékrudnó, Nyitraszucsány, Bélapataka)
- Érsekújvár
- Léva (plébániák: Barsbese, Alsópél, Kálna, Garamkovácsi, Újbars, Garamszőlős, Óbars, Nagygyőröd)
- Nagysurány
- Nagytapolcsány
- Nemsó (plébániák: Alsószúcs, Drétoma, Felsőszúcs, Felsőszernye, Vágsziklás, Diósfalu)
- Nyitra 1
- Nyitra 2
- Párkány
- Szkacsány
- Trencsén
- Verebély
- Zseliz
- és Zsolt illetve Csicsmány plébániák

## Szomszédos egyházmegyék
- Győri egyházmegye (délnyugat)
- Pozsonyi főegyházmegye (nyugat)
- Nagyszombati főegyházmegye (északnyugat)
- Besztercebányai egyházmegye (északkelet)
- Váci egyházmegye (délkelet)
- Esztergom-Budapesti főegyházmegye (délkelet)